# 나카타 히데오

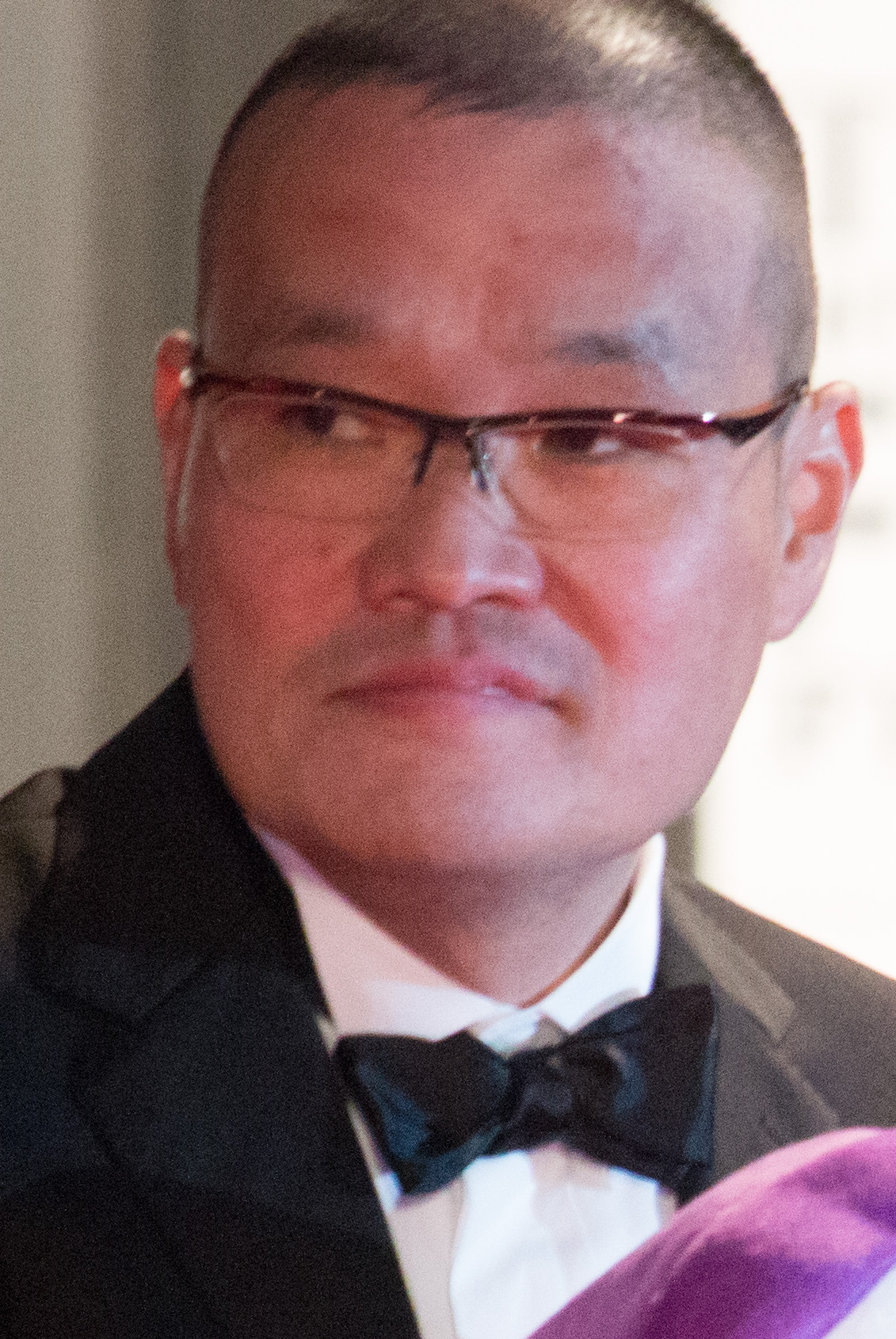
나카타 히데오

나카타 히데오(일본어: 中田秀夫, 1961년 7월 19일 ~ )는 일본의 영화 감독이다.

## 감독
- 스마트폰을 떨어뜨렸을 뿐인데 (2018년)

## 수상
- 2002년 제6회 부천국제판타스틱영화제 심사위원 특별상 (장편) - 검은 물 밑에서

## 같이 보기
- J호러